# ويليام فيلبس
ويليام فيلبس (بالإنجليزية: William Phelps)‏ هو موظف مدني أمريكي، ولد في 1599 في Crewkerne ‏ في المملكة المتحدة، وتوفي في 1672.